# André Pijet
 (octobre 2018).
Si vous disposez d'ouvrages ou d'articles de référence ou si vous connaissez des sites web de qualité traitant du thème abordé ici, merci de compléter l'article en donnant les références utiles à sa vérifiabilité et en les liant à la section « Notes et références ».
André Pijet est un caricaturiste et illustrateur québécois né en Pologne en 1954.

## Biographie
Polonais d'origine, André Pijet choisit le Québec (Canada) comme terre d'accueil. Il se fixe à Montréal. 
En 1980, il obtient son diplôme en Beaux-Arts et en photographie à l'Académie des beaux-arts de Katowice ; installé au Canada en 1981, il poursuit des études en arts à Montréal à l'Université Concordia. 
Il fait carrière comme caricaturiste et illustrateur de magazines et journaux. Il enseigne en 2013-2016 l'Académie des Beaux-Arts de Katowice, en 2010-2016 à l'Université de Montréal.
À ce jour, ses œuvres satiriques et humoristiques ont été publiées dans des médias imprimés au Québec, pour un grand quotidien montréalais, lors des séries éliminatoires de hockey de 1993 et de 1994[Lequel ?]. 
À titre de travailleur indépendant, il collabore régulièrement avec des agences de publicité et des maisons d'édition. André Pijet se joint au regroupement de caricaturistes 1001 Visages en 2006 à Montréal et participe à leur exposition annuelle.
Le fonds d'archives d'André Pijet est conservé au centre d'archives de Montréal de Bibliothèque et Archives nationales du Québec.

## Publications
- André Pijet, Arbalet: En vert et contre tous, 1998
- André Pijet, Les grandes finales, 1996
- André Pijet, Toute vérité est bonne à rire, 1996
- André Pijet, Les Éditions Pijet 2000, 2000
- André Pijet, Piégé par l’amour
- André Pijet, Les Cantons – Rondel et Baton à la conquête du Saladier d'argent, 1996

## Expositions

### Expositions individuelles
- 2017 :  Galerie Studio 325 : Les Inspirations 2011-2016, exposition des tableaux, Montréal, Canada.
- 2016 :  Galerie Studio 325 : Les Inspirations 2011-2016, exposition des tableaux, Montréal, Canada.
- 2015 :  Galerie Carlos : Les Impressions urbaines, exposition des tableaux, Montréal, Canada.
- 2014 :  Galerie Carlos : Les Impressions métamorphiques, exposition des tableaux, Montréal, Canada.
- 2013 :  Galerie Carlos : Les Impressions contemporaines, exposition des tableaux, Montréal, Canada.
- 2009 : La Presse, Maison de la culture Ahuntsic-Cartierville, « Le Grandes Finales du Canadien des Années 90 », des expositions d'œuvres d'art publiée dans le quotidien montréalais
- 2008 : Galerie Arte Bella, « Impressions Mathamorphic », exposition de tableaux, Montréal, Canada
- 2003 : Place Desjardins du Grand hall, exposition « L'amour », tableaux, Montréal, Canada
- 2001 : « Piégé par l'amour », le 20e Salon international de la bande dessinée de presse et d'humour, exposition de peinture, Saint-Just-le-Martel, France
- 2001 : Galerie du Musée des Beaux-Arts, « Pijet l'amour », exposition de tableaux, Montréal, Canada
- 1994 : Maison de la culture Mercier, « Rétrospective: Pijet », exposition de dessins, Montréal, Canada
- 1994 : Complexe Desjardins, « Pijet en rétrospectif », exposition de dessin, Montréal, Canada
- 1993 : Complexe Desjardins, « André Pijet: Personnalités Politiques », exposition de dessins, Montréal, Canada
- 1993 : Le Musée International « Juste pour rires», « Pijet: Les finales de la coupe Stanley », Exposition de dessins, Montréal, Canada
- 1993 : La promenade Fleury, « Coupe Stanley de Pijet », Exposition de dessins, Montréal, Canada
- 1993 : Maison de la culture Rosemont Petite - Patrie, « André Pijet: Caricaturiste », exposition de dessins, Montréal, Canada
- 1987 : Galerie Wieza Cisnien, « Pijet », exposition de dessins, Zielona Gora, en Pologne.

### Collectives
- 1983-2013 : Participation à des expositions collectives nationales et internationales: Montréal, Toronto, Ottawa, Pologne, Grèce, France, Luxembourg, Italie, Suisse, Belgique, Angleterre, la Russie, la Turquie, la Bulgarie, la Serbie, le Venezuela;
- 2008 : 1001 Visages, sous le thème Les humoristes, maison de la culture Frontenac, Montréal ;
- 2007 : 1001 Visages, Bain Mathieu, Montréal ;
- 2006 : 1001 Visages, Place des Arts, Montréal.